# Jean Coatanlem
Pour les articles homonymes, voir Coatanlem.
Jean Coatanlem ou Jehan Coetanlem selon l'orthographe de l'époque (Coat an Lem signifie Bois du Saut), sieur de Kéraudy en Plouezoc'h, est un corsaire breton, né à Guimaëc  près de Morlaix vers 1455. Il fut surnommé « le Gouverneur des mers » d'après son titre d'amiral de flotte du Portugal. Nicolas Coatanlem est son neveu.

## Biographie

### Extraction familiale[1]
Il est peut-être le petit-fils d'un fermier de la région de Morlaix, Henry de Coatanlem, figurant sur la liste des producteurs de lin de cette ville en 1408, commerçant en Armorique. Vraisemblablement, anobli  pour des actes de bravoure et, plus tard, sans doute suffisamment enrichi dans cette production, il fit en 1407 une donation pour la reconstruction gothique de Notre Dame de la Fontaine, entreprise au nom du Duc Jean.
En 1426, la Bretagne est un État souverain. Pour faire face aux dépense de l’État, le duc ne peut plus se contenter des revenus de ses propres domaines. Depuis plusieurs années, comme ses voisins, il lève des impôts qualifiés d’« extraordinaires », qualifié de fouage.
Pour dénombrer le nombre de sujets soumis des enquêtes, appelées « réformation des fouages », sont faites. Le sénéchal, Jehan de Lezmaez, rappelait dans celle du 4 décembre 1483 que le père du sieur Coetanlem de Keraudy était proche parent du seigneur de Bourouguel en Plouigneau.

### Cadet à la recherche de la fortune
La période est celle d'un boum économique, la flotte bretonne acquérant peu à peu en cette fin du XVe siècle une position dominante dans le trafic atlantique. En sus de l'exportation du blé et de chevaux, du transport croissant de vins de Bordeaux et de La Rochelle, le port de Morlaix profitait spécifiquement du développement de la production de toile de lin. En effet, les crées du Léon, concurrentes des poldavys de Locronan, étaient très recherchées, jusqu'au Portugal, pour la qualité de leur tissage, pour faire des voiles, et pour la blancheur qu'elles donnaient au linge. Les accords commerciaux passés avec l'Angleterre en 1476 ont porté son exportation par le seul port de Morlaix à près d'un million de mètres pour la seule année 1480. Coëtanlem suit donc la voie de ses confrères bourgeois, les Quintin, Le Bigot, Forget, Le Lagadec, Guyngan.
La coutume bretonne, suivie même par les Rohan, princes du Léon, permettait à un gentilhomme de déroger aux obligations de son ordre et de participer, moins par ses mains que par son capital, à des activités économiques, souvent maître de forges, orfèvre, maître verrier, armateur... Le temps de cette vie de bourse commune, les privilèges étaient suspendus, les nombreux cadets des prolifiques familles bretonnes constituant ainsi une noblesse dormante. L'affrètement dès qu'il se résolvait par une vente au détail soumettait donc Coetanlem à l'impôt foncier des roturiers, le fouage, alors que l'activité de course, toute militaire, l'en dispensait.
C'est donc à vingt ans, en 1475, qu'il se fait corsaire du roi de France, Louis XI, qui lui prête un capital de deux cents livres pour acheter une nef espagnole réformée car le duc de Bretagne, François II, n'encourageait pas lui-même les courses en mer, surtout de la part de la petite noblesse la plus éloignée. Le Duc n'accordait ses brefs, autorisations de commercer, qu'aux marchands qui s'engageaient à naviguer en convoi de mer et à payer une taxe. S'engager auprès de l'ennemi du Duc s'était donc d'abord échapper à un impôt qui constituait une part essentielle du revenu du duché. L'opération entre un petit gentilhomme bas-breton et la cour de France a été rendu possible par le traité de Caen, signé le 23 décembre 1465, consolidé le 10 septembre 1468 par le traité d'Ancenis, entre ces souverains afin de mettre un terme à la guerre du Bien public. Les cargaisons saisies par le corsaire sur les navires anglais et flamands permirent de rembourser rapidement le trésor royal et de fonder une société d'armement de cinq corsaires et une barque.

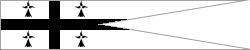
La Croaz zuff (orthographe de l'époque), bannière de Bretagne, ne pouvait être arborée que par les navires armés dans le duché souverain auquel elle garantissait une forme de monopole. Les marchandises, pour y échapper, devaient appartenir à une marque obtenue par l'affréteur, c'est-à-dire que leur vente devait être garantie par une autorisation appelée bref, scellée avec la marque du prince ou lettre de marque.

### Le sac de Bristol
Devenu riche armateur et capitaine de ses navires, il se livra à la course aux dépens des bateaux cabotant près de la Bretagne sans le Croaz zuff, notamment contre les Anglais.
Son navire amiral s'appelait La Cuiller, mais plusieurs autres navires étaient, selon les moments, sous ses ordres, comme le Singe, la Figue, le Sainte-Marie de Penmarc'h, le Barque de Morlaix, le Picard. L'escadre de Coatanlem se composait de cinq à dix bateaux de 150 à 250 tonneaux, escortée d'un grand nombre de barques de 30 à 80 tonneaux.
En 1483, les armateurs de Bristol, sans doute excédés par l'attitude hostile des navires morlaisiens, expédient une flotte punitive. Coatanlem réussit à la vaincre, malgré un effectif cinq fois moindre et un seul navire, après six heures de combats et deux heures de trêve. En représailles, il conduisit, l'année d'après, une flotte en guerre, afin de préparer un raid sur Bristol où il avait prévu de rançonner les armateurs de la ville.

### De corsaire à pirate
Toujours en 1483, il fait des prises illégales sur les navires castillans pourtant neutres. Le duc de Bretagne François II qui est ainsi entraîné dans des conflits non désirés l'accuse de piraterie. Jean Coatanlem est contraint de fuir la Bretagne. Angleterre et Castille lui sont interdites. Il trouve refuge auprès du roi du Portugal dont il aurait reçu un commandement naval alors menées au nord de l'Afrique.

### Au service du Portugal
En 1484, Coatanlem s'installe au fort de Cascais, fit le siège de Lisbonne et bloqua l'embouchure du Tage, avant d'entrer au service du Roi du Portugal. Jean Coatanlem se fait appeler Jean le Breton ou Joao Bretao, en portugais.
Il meurt, n'ayant pas atteint la cinquantaine, dans son palais de Lisbonne en 1492 avec le titre de « Roi et Gouverneur de la Mer » assez semblable à celui d'« Amiral de la mer Océane » qu'obtiendra à son tour du roi d'Aragon Christophe Colomb.

### Au service de René II de Lorraine
Jean Coetanlem alias Le Breton est cité dans la lettre de sauf-conduit du 28 septembre 1486 rédigée à Nancy pour l'armée navale de René II de Lorraine allant à la conquête de Naples et de la Sicile commandée par Jean Pestel avec Etienne de Thiros et Georges Auria .

### La dalle du "gouverneur des mers"
Une inscription figure dans une dalle de la chapelle Saint-Antoine de Plouezoc'h, dépendant de la sieurie de Keraudy et de Trevin par le manoir de Saint-Antoine, pouvant être liée avec Jean Coatanlem, amiral du Portugal.
Posée vers 1545, la dalle accueille les pèlerins pénétrant par l'entrée nord de la chapelle. Au centre de la pierre est gravée une croix latine de l'ordre du Christ (Portugal) entouré d'une caravelle, d'une main, d'un poisson et d'un oiseau. Cette symbolique pouvant rappeler que le « gouverneur des mers » et amiral de la flotte du Portugal avait été seigneur préminencier de la chapelle Saint-Antoine de Plouezoc'h.

### La carte du "gouverneur des mers"
Une carte est en dépose aux archives du Finistère Nord, cette carte pouvant rappeler que le « gouverneur des mers » et amiral de la flotte du Portugal aurait peut être rencontré Christophe Colomb à Lisbonne en 1473, cette carte est elle celle des côtes d'Amérique, en descendant le long de l'Afrique et emporté par les courants forts d'Ouest Jehan Coatanlem bien avant Christophe Colomb aurait il découvert l'Amérique.

### Toponymie et odonymie
Il existe un lieu-dit Coatanlem à Plouezoc'h, entre l'église paroissiale et le manoir de Keraudy.
On trouve
- à Rennes (Ille-et-Vilaine), une allée Jean de Coatanlem,
- à Saint-Martin-des-Champs (Finistère), une rue Jean Coatanlem.